# Maisel utca
Az alapvetően észak–dél irányú Maisel utca (Maiselov ulice) Prága 1. kerületében, egykori zsidó negyed és az Óváros határán. A Břehová utcát köti össze a Franz Kafka térrel. Nevét Mordecháj Maiselről, a csehországi zsidó közösség történelmének egyik legjelentősebb, legismertebb alakjáról kapta..

### Nevesebb épületei
- Magas zsinagóga (Červená u. 5.)
- Zsidó Tanácsháza (Maiselova u. 250/18.),
- Régi-új zsinagóga (Červená u. 2.),[2]
- Maisel-zsinagóga (Maiselova u. 10.), a Prágai Zsidó Múzeum (Židovské Muzeum v Praze) része,
- Maisel-régiségbolt (Maiselova u. 15.)[3]
- Gólem étterem (restaurace U Golema, Maiselova u. 62/8.)[4]
- látogatóközpont és jegyiroda (Maiselova u. 15.)[5]
- Franz Kafka szülőháza (a Maisel u. és a Kafka tér sarkán. Maiselova u. 2.)[6]
- Pivrnc úr vendéglője (Hospoda U Pivrnce, Maiselova u. 3.)[7]